# 65784 Naderayama
65784 Naderayama este un asteroid care intersectează orbita planetei Marte.

## Descriere
65784 Naderayama este un asteroid care intersectează orbita planetei Marte. Asteroidul prezintă o orbită caracterizată de o semiaxă mare de 2,25 ua, o excentricitate de 0,29 și o înclinație de 5,0° în raport cu ecliptica.